# Hřbitov v Eastonu
Hřbitov v Eastonu je historický hřbitov, který se nachází ve městě Easton, v Pensylvánii. Byl postaven v roce 1849, architekty byli James Charles Sidney a William Sebring. Rozkládá se na ploše 23,7 hektarů. Hřbitov byl přidán k národnímu registru historických míst v roce 1990 (č. 90001610). Náhrobky jsou směsicí různých stylů.

## Pohřbení
- Fred Ashton (1931–2013), politik
- Jefferson Davis Brodhead (1859–1920), politik
- Peter Ihrie, Jr. (1796–1871), politik
- Philip Johnson (1818–1867), politik
- William Sebring Kirkpatrick (1844–1932), politik
- Howard Mutchler (1859–1916), politik
- William Mutchler (1831–1893)
- James Madison Porter (1793–1862)
- James F. Randolph (1791–1872)
- Joseph Fitz Randolph (1803–1873), politik
- Andrew Horatio Reeder (1807–1864)
- Samuel Sitgreaves (1764–1827)
- Henry Joseph Steele (1860–1933)
- David Douglas Wagener (1792–1860)
- Charles A. Wikoff (1837–1898), důstojník v občanské válce
- Conrad Meyer Zulick (1838–1926), právník
- Samuel Morton Zulick (1824–1876), důstojník v občanské válce a lékař

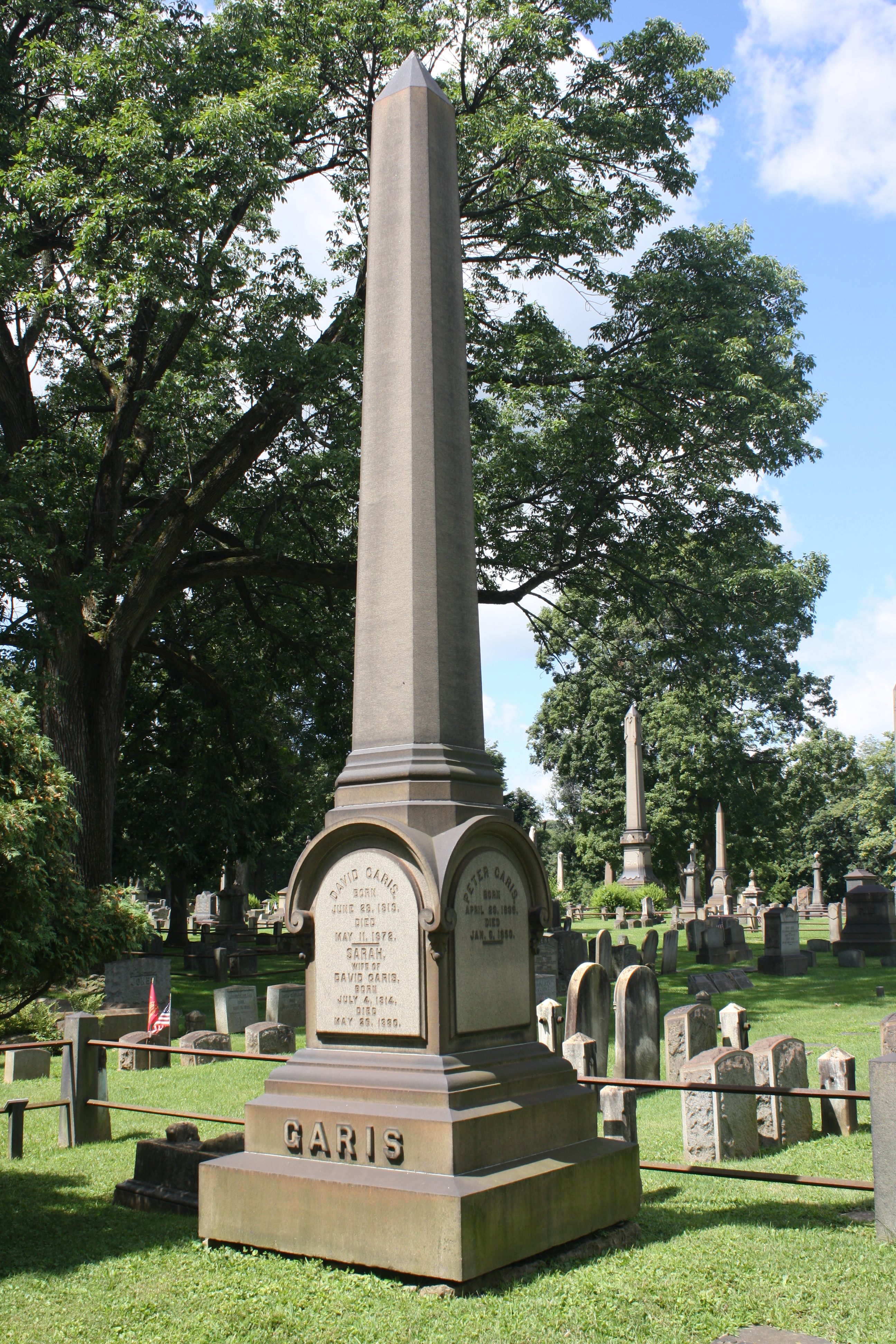
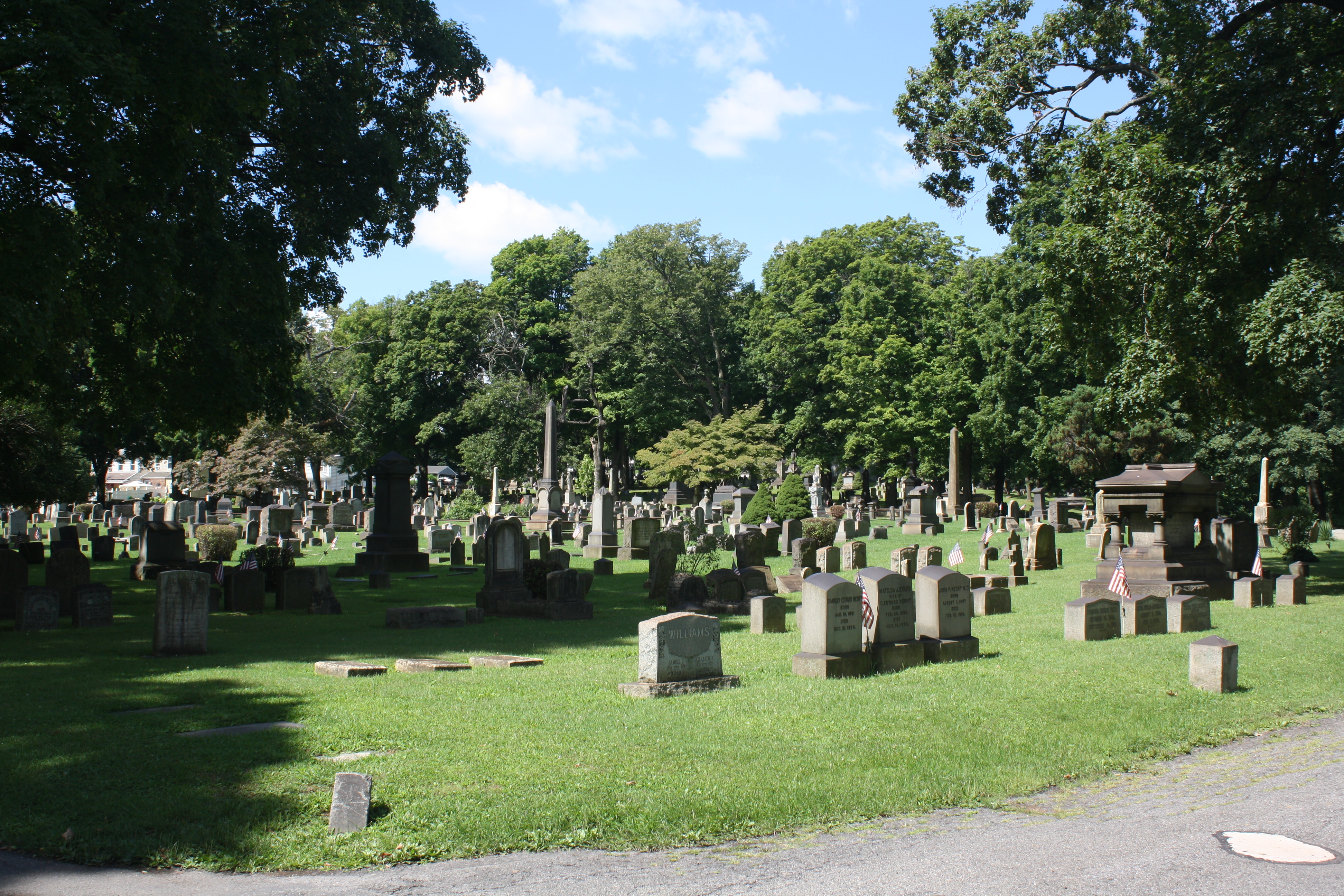
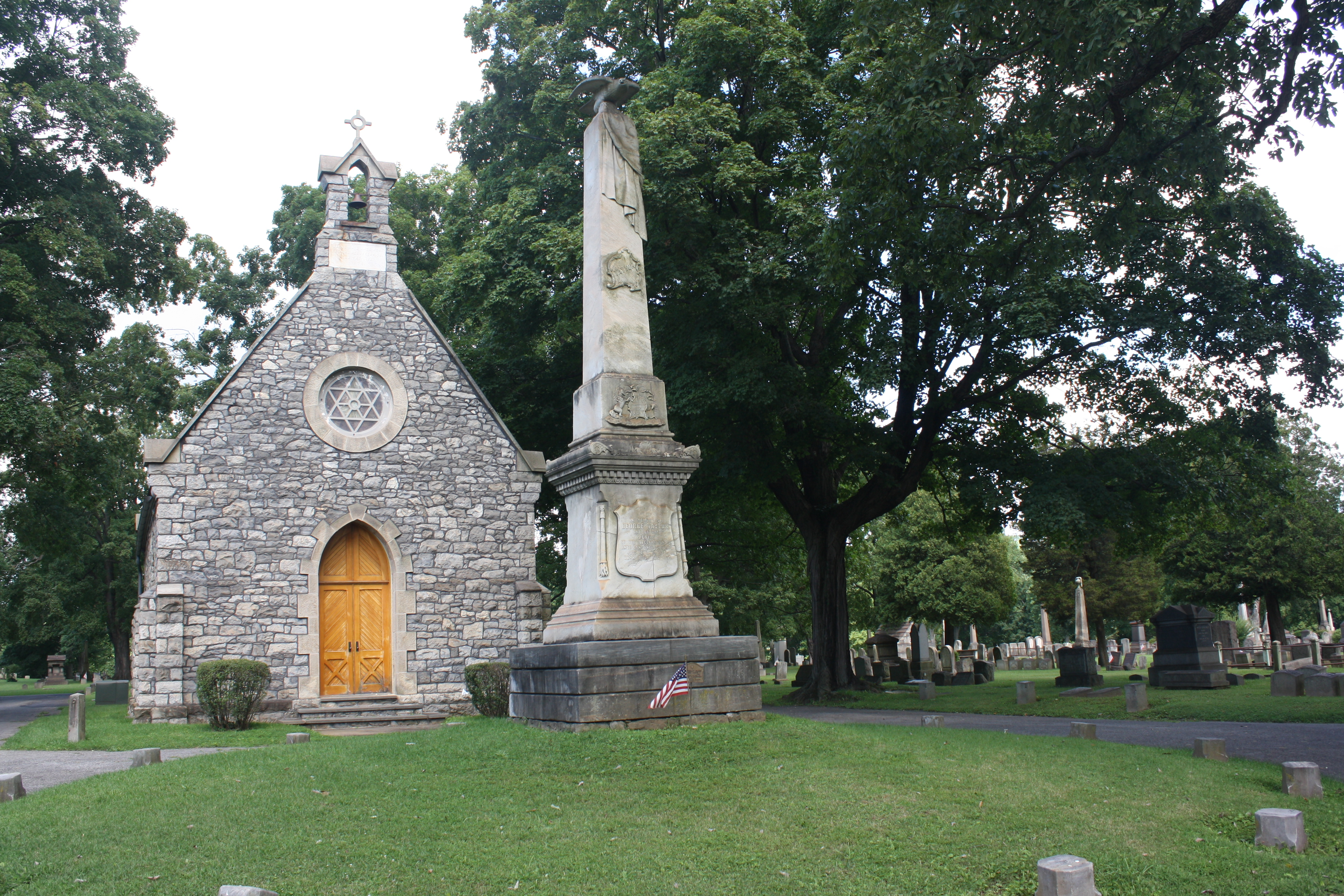